# Форкре, Жан Батист
Жан-Батист Форкре́ (фр. Jean-Baptiste Forqueray; 3 апреля 1699, Париж — август 1782, там же) — французский гамбист и композитор. Сын Антуана Форкре.

## Биография
Как композитор прославился благодаря сборнику «Пьесы для виолы и цифрованного баса, написанные Форкре-отцом», опубликованному в 1747 году. Согласно предисловию Жана-Батиста, он написал лишь бас и добавил виольную аппликатуру. Составитель утверждает, что только 3 пьесы, снабжённые звёздочкой, принадлежат ему. В действительности все пьесы сборника стилистически не отличимы друг от друга. Более того, судя по необычности гармонии (широкое применение увеличенных и уменьшённых трезвучий, неаполитанских секстаккордов, даже нонаккордов) они вряд ли могли принадлежать отцу (от композиторского наследия которого сохранились лишь несколько, очень скромных с точки зрения гармонического стиля, сочинений). Поэтому исследователи выдвигают предположение, что в действительности все пьесы лучшего сборника Форкре принадлежат перу сына, а не отца.
В том же 1747 году вышло переложение этого сборника для клавесина, которое выполнила (предположительно) жена Форкре, блестящая клавесинистка Мари-Роз Дюбуа. В переложениях оригинальные сочинения не транспонированы, отсюда их «виольная» низкая тесситура. Клавесинный сборник Форкре в XX—XXI веках весьма популярен в барочном репертуаре аутентистов. Аудиозаписи сюит из него осуществили видные музыканты — Густав Леонхардт, Кристоф Руссе, Бландина Ранну и другие.
Сочинения для виолы да гамбы Форкре считаются технически очень трудными.
Среди учеников Жана-Батиста Форкре было немало знатных особ, в том числе дочь Людовика XV принцесса Генриетта, известная своей преданностью музыке.

## Содержание сборника пьес для виолы / клавесина (1747)
- Сюита № 1 d-moll

1. La La Borde - Аллеманда (Noblement et avec Sentiment)
2. La Forqueray (Vivement et d'aplomb)
3. La Cottin (Galamment sans lenteur)
4. La Bellmont (avec Goût et sans lenteur)
5. La Portugaise (Marqué et d'aplomb)
6. La Couperin (Noblement et marqué)

- Сюита № 2 G-dur

1. La Bouron (Vivement et détaché)
2. La Mandoline / Мандолина (point trop vite et d'aplomb)
3. La du Breüil - Лур
4. La Leclair (très Vivement et détaché)
5. La Buisson - Чакона (Gratieusement)

- Сюита № 3 D-dur

1. La Ferrand (Détaché, et d'une belle exécution)
2. La Régente (Noblement et soutenu)
3. La Tronchin (Mouvement aisé)
4. La Angrave* (très vivement)
5. La du Vaucel* (très tendrement)
6. La Eynaud (fièrement)
7. La Morangis ou La Plissay* (часть чаконы)

- Сюита № 4 g-moll

1. La Marella (Vivement et Marqué)
2. La Clément (Noblement et détaché)
3. La D'Aubonne - Сарабанда
4. La Bournonville (mouvement élevé)
5. La Sainscy (Gracieusement et avec Esprit)
6. Le Carillon de Passy (Légèrement sans vitesse)
7. La Latour (d'un movement un peu plus vif que la prédédente pièce)

- Сюита № 5 c-moll

1. La Rameau (Majestueusement)
2. La Guignon (Vivement et détaché)
3. La Léon - Сарабанда (Tendrement)
4. La Boisson (Vivement, les pincés bien soutenus)
5. La Montigni (Galamment sans lenteur)
6. La Sylva (très tendrement)
7. Jupiter / Юпитер (Modérément)